# هورست زیهوفر
هورست زهوفر (آلمانی: Horst Seehofer؛ زاده ۴ ژوئیهٔ ۱۹۴۹) یک سیاست‌مدار اهل آلمان است.